# Хамдија Јусуфспахић
Хамдија Јусуфспахић (Занесовићи код Бугојна, 16. јун 1937 — Београд, 31. март 2016) био је почасни реис-ул-улема Исламске заједнице Србије и дугогодишњи београдски муфтија.

## Биографија
Хамдија је рођен 16. јуна 1937. године у селу Занесовићи које се налази између Бугојна и Горњег Вакуфа, а данас припада општини Бугојно. Био је седмо дијете оца Османа и мајке Латифе.
Преминуо је 31. марта 2016. године у Београду. Наредног дана, сахрањен је у центру Београда, поред Шејх-Мустафиног турбета.

### Школовање
Хамдија је 1948. године уписао медресу у Сарајеву, а завршио је 1958. године. Посљедња четири разреда радио је као имам. Као добар ученик стекао је право на стипендију у Египту, али је чекајући четири године на одлазак студирао право, завршио војни рок и био имам у Алаџа џамији у Фочи, у Карађоз-беговој џамији у Мостару и у џамији у Вишеграду. Исламски теолошки факултет на Универзитету Ел Азар у Каиру уписао је 1963. године и био је први југословенски држављанин који је тај факултет завршио, као и постдипломске студије на Одсјеку за филозофију, такође у Каиру.

### Приватни живот и политички ангажман
Оженио је 1967. године Египћанку Набилу, која је дипломирала у првој генерацији Исламског факултета и била је први исламски теолог у Југославији. Са њом је добио два сина Мухамеда и Мустафу и ћерку Муну.
Хамдија Јусуфспахић се изјашњавао као Југословен, Босанац и муслиман, изричући да се никада није изјаснио као Србин или Хрват. Био је потпредсједник Савезне странке Југословена и један од идејних покретача, али не и члан, Југословенске љевице.

### Пријатељства
Имао је пријатељске односе са представницима политичке љевице и деснице, Слободаном Милошевићем и Вуком Драшковићем. Са Војиславом Шешељом у почетку није био у добрим односима због његових изјава, али се након његовог доласка на чело општине Земун њихов однос поправио, јер су припадници муслиманске заједнице у тој општини истицали како је њихов живот постао лакши откако је он дошао на ту позицију.

### Међувјерски односи
Чврсто је вјеровао у вјерску толеранцију, говорећи како је ислам као и остале монотеистичке религије. Истицао је како је положај муслимана у Србији веома тежак, јер се на њих увијек гледало као остатак турског, окупаторског времена, као ненародни елемент и издајнике.

## Одликовања
Предсједник Републике Србије Томислав Николић је 2012. године потписао указ којим је Хамдија Јусуфспахић одликован Сретењским орденом I степена. У указу се наводи да Хамдија добија одликовање због заслуга и личног доприноса у развоју међувјерске сарадње, вјерске толеранције и представљања Србије у иностранству, посебно у земљама са већинским муслиманским становништвом.